# Alfa bungarotossina

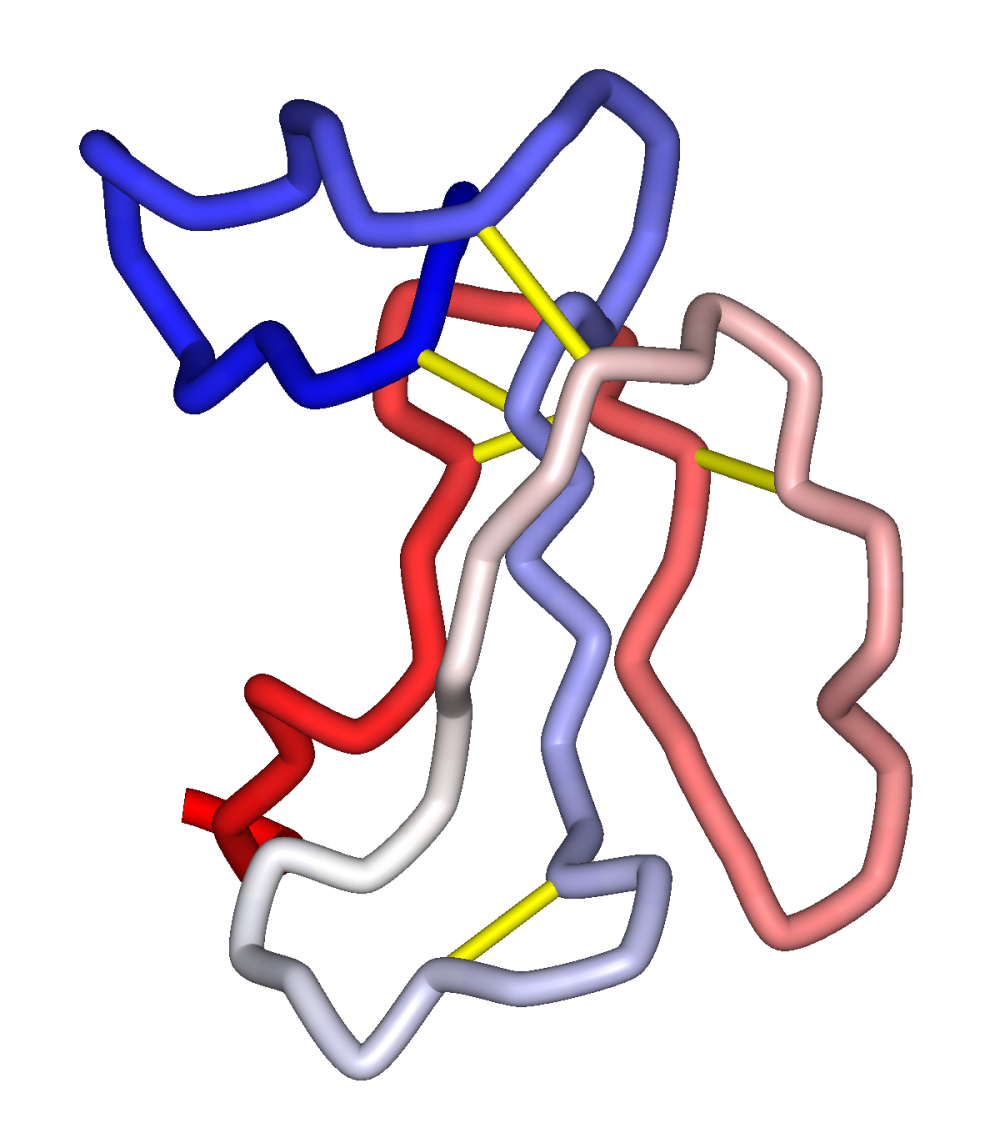
Riproduzione schematica dell'α-bungarotossina in 3D. I ponti disolfuro sono evidenziati in giallo.

L'alfa bungarotossina (α-bungarotossina) è uno dei componenti del veleno dei serpenti elapidi. Il veleno lega irreversibilmente i recettori nicotinici per l'acetilcolina (nAChR) della placca neuromuscolare, impedendo la trasmissione dell'impulso nervoso al muscolo, bloccando così l'attività muscolare. Ne consegue paralisi, blocco della funzionalità respiratoria e conseguente morte della vittima.
L'α-bungarotossina è anche un antagonista selettivo dei recettori nicotinici tipo α7 presenti a livello cerebrale e potenzialmente presenta numerose applicazioni nella ricerca neurologica.

## Storia
La bungarotossina è stata scoperta da Chuan-Chiung Chang e Chen-Yuan Lee della National Taiwan University nel 1963.